# Nancledra
Nancledra – wieś w Anglii, w Kornwalii. Leży 7 km na północ od miasta Penzance i 407 km na zachód od Londynu.